# Авъл Септимий Серен
Авъл Септимий Серен (на латински: Aulus Septimius Serenus) е древноримски лиричен поет.
Той е род Септимии и съвременник на латинския граматик Теренциан Мавър от края на 2 век по времето на император Адриан (117 – 138). Той пише стихотворение, известно под заглавието „Opuscula ruralia“, от което е запазено началото.. То се отличава с оригиналност и служило като образец на изисканата метрика.